# Helen F. James
Helen Frances James (* 22. Mai 1956 in Hot Springs, Arkansas) ist eine US-amerikanische Paläontologin und Paläornithologin, die oft zusammen mit ihrem damaligen Ehemann Storrs Lovejoy Olson ausgiebige Forschungsarbeiten über die fossile und subfossile Avifauna der Hawaii-Inseln betrieb. Sie ist Kuratorin für Vögel in der Abteilung für Wirbeltier-Zoologie am National Museum of Natural History in Washington, D.C.

## Leben und Wirken
James ist die Tochter von Douglas A. James und Frances Crews James. Ihre Eltern waren beide Ökologen und Ornithologen. Sie wuchs in den Ozark Mountains nahe Fayetteville auf, wo sie früh ein Interesse an Naturgeschichte und Archäologie entwickelte. Als Heranwachsende verbrachte sie zwei Jahre mit ihrer Familie in Ghana. Nach ihrer Rückkehr schrieb sie sich im Alter von 16 Jahren an der University of Arkansas ein, wo sie 1977 in Archäologie und physische Anthropologie graduierte.
Nach dem Studium arbeitete James für das National Museum of Natural History, zunächst als Assistentin von Richard Zusi bei der Erforschung der Anatomie und Systematik der Kolibris und anschließend mit Storrs Lovejoy Olson bei der Erforschung der fossilen Avifauna der Hawaii-Inseln. Olsons und James’ Forschungsarbeit dauerte über 23 Jahre und führte zur Entdeckung der fossilen Überreste von über 50 ausgestorbenen Vogeltaxa. Von 1981 bis 2008 war sie mit Olson verheiratet.
Im Jahre 2000 erlangte Helen Frances James ihren Ph.D. in Zoologie an der Universität Oxford mit einer Dissertation über die Osteologie und Phylogenese der Kleidervögel. Daneben führte sie Forschungsarbeiten über die fossile Wirbeltierfauna Madagaskars, insbesondere über die Paläoökologie, die vergleichende Osteologie und die Phylogenese der Sperlingsvögel sowie über die Evolution der Wasservögel durch.
Für 2019 wurde James die William-Brewster-Medaille zugesprochen.